# Pleasantville (Iowa)
Pleasantville è una città degli Stati Uniti d'America, situata nello Stato dell'Iowa, nella contea di Marion.